# Radó János
Radó János (Budapest, 1924 – ?) magyar nemzeti labdarúgó-játékvezető.

## Pályafutása
Az EMTK és a BSZKRT csapataiban játszott. A játék terhelése alatt komoly porcsérülést szenvedett, ami meggátolta tovább labdarúgó pályafutását. A játéktér hangulatától, a sport szeretetétől nem akart elszakadni, ezért játékvezető vizsgára jelentkezett.
Játékvezetésből Budapesten a Magyar Futballbírák Testülete (JT) előtt vizsgázott. A Budapesti Labdarúgó Alszövetség (BLASz) keretében tevékenykedett. Az MLSZ a JT minősítésével NB II-es, majd 1961-től NB I-es bíró. Küldési gyakorlat szerint rendszeres partbírói szolgálatot is végzett. Több nemzetek közötti válogatott és klubmérkőzésen segítette a játékvezetőt az oldalvonal mellől.  A kor elvárása szerint a küldés szerinti egyes számú partbíró játékvezetői sérülésnél átvette a mérkőzés irányítását. A nemzeti játékvezetéstől 1971-ben visszavonult. NB I-es mérkőzéseinek száma: 85. Vezetett kupadöntők száma: 1.
| Időpont            | Helyszín                          | Mérkőzés típusa            | Mérkőzés                          | Eredmény | Nézők száma |
| ------------------ | --------------------------------- | -------------------------- | --------------------------------- | -------- | ----------- |
| 1961. március 19.  | Felső Tisza-parti Stadion, Szeged | első NB I-es mérkőzése     | Szegedi EAC–Dorogi FC             | 2 – 1    | 12 000      |
| 1965. november 14. | Népstadion, Budapest              | Magyar labdarúgókupa döntő | Győri Vasas ETO–Diósgyőri VTK     | 4 – 0    | 3000        |
| 1971. június 27.   | Városi Stadion, Tatabánya         | utolsó NB I-es mérkőzése   | Tatabányai Bányász–Bp. Honvéd SEl | 2 – 2    | 6000        |

## Külső hivatkozások
- Radó János. magyarfutball.hu. (Hozzáférés: 2016. április 15.)
- Radó János játékvezetői adatlapja a Nemzeti Labdarúgó Archívum oldalán